# Iglesia de Saint-Jacques d'Abbeville
La Iglesia de Saint-Jacques es una antigua iglesia parroquial de estilo neogótico ubicada en Abbeville, en el departamento de Somme y la región de Hauts-de-France .
Construido entre 1868 y 1876 en el sitio de una iglesia del siglo XII, paulatinamente deteriorado por falta de mantenimiento a principios del XXI XXI. Fue derribado entre enero y mayo de 2013. En junio de 2013, un proyecto de plaza presentado por el ayuntamiento fue aprobado por una treintena de vecinos presentes. La obra se llevó a cabo a principios de 2015.

## Historia

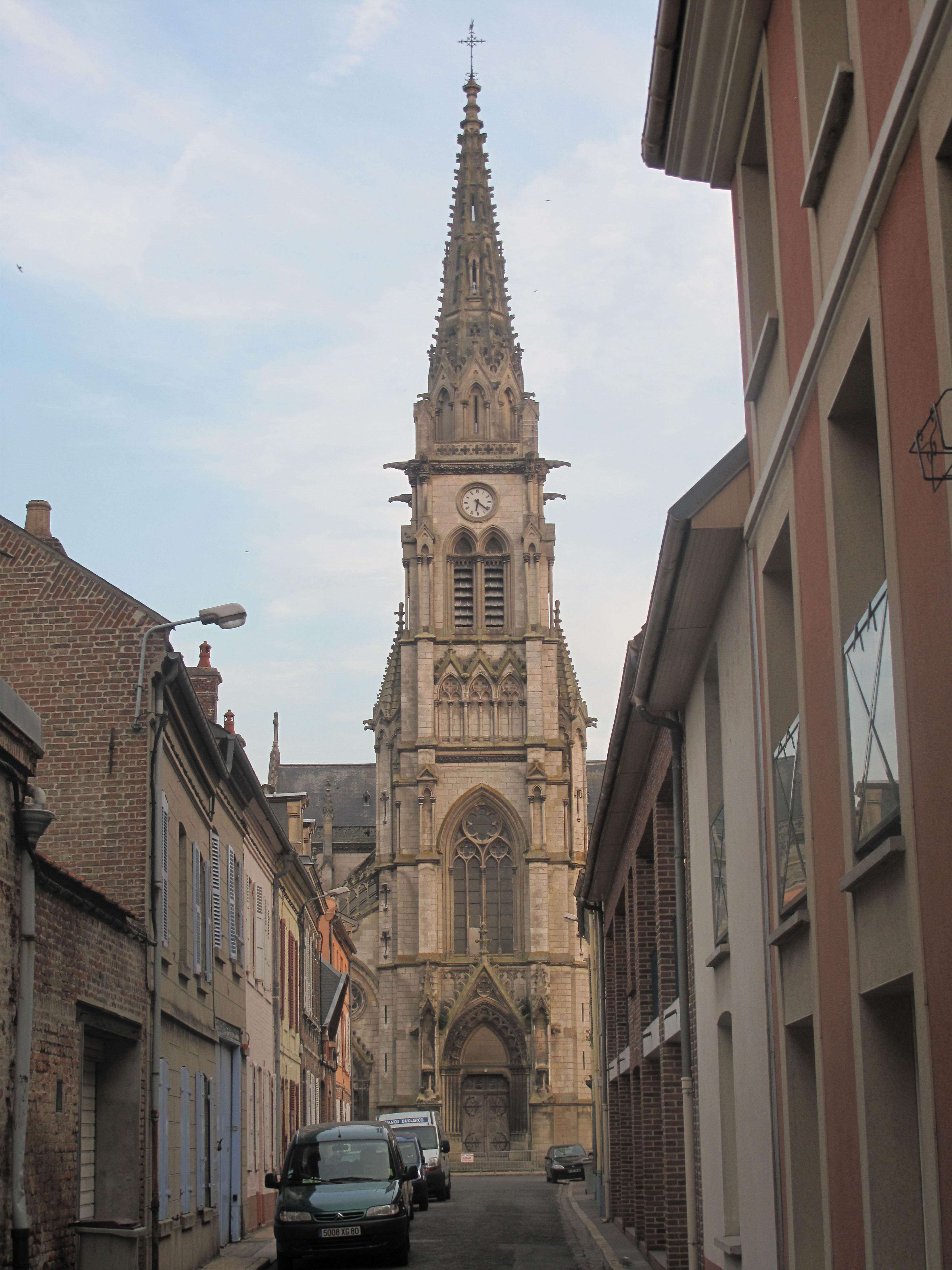
Vista de la iglesia desde la calle principal Saint-Jacques.

### Construcción
Existió una iglesia en este lugar desde el siglo XIIXII . siglo, reconstruido en 1482.
Esta última iglesia, en ruinas, fue demolida en el XIX XIX . Un nuevo edificio fue construido entre 1868 y 1876 por el arquitecto Victor Delefortrie en estilo neogótico. Se colocó su primera piedra el 4 de mai de 1870. Sin embargo, el edificio cuenta con una campana más antigua, Jacqueline, que data de 1737, y otra, muda, fechada en 1645.
Durante la Primera Guerra Mundial, Abbeville sufrió bombardeos, aunque esta glesia no se vio afectada, pero los impactos cercanos hicieron estallar las vidrieras. El 31 de mai de 1924 , el municipio decidió reparar los daños sufridos por las iglesias de Saint-Jacques y Saint-Sépulcre, que costaron al municipio un total de 181 Francs. En 1937, la misa se pronunció por primera vez en francés y no en latín, lo que supuso una novedad para la época.

### Degradación
Parte del escaso patrimonio de Abbeville que se salvó de los bombardeos de las dos guerras mundiales, la este templo sufrió sucesivos daños debido al mal tiempo, y especialmente, ala desidia y falta de mantenimiento por parte de las autoridades locales. El 17 de diciembre de 2004, un temporal provoca la caída de un elemento (pináculo o gárgola) del campanario, que perfora la cubierta de la nave, lo que ocasionó que el templo se deteriora rápidamente. En 2008, el arquitecto de monumentos históricos presentó un informe por importe de 4,2 millions de euros para una restauración, en una situación de alternancia donde los municipios antiguo y nuevo devuelven la responsabilidad del estado de la iglesia. Parte del mobiliario está depositado en el museo Boucher-de-Perthes. En el interior se conservó el órgano Mutin Cavaillé-Coll de 1906.
En 2010, se creó una asociación para salvar la iglesia de Saint-Jacques y se lanzó una petición En la primavera de 2011, mientras aún no se había decidido nada, el examen de un testigo colocado en una grieta 4 años antes era preocupante y la cantidad de piedras que habían caído en la nave era impresionante.

### Demolición

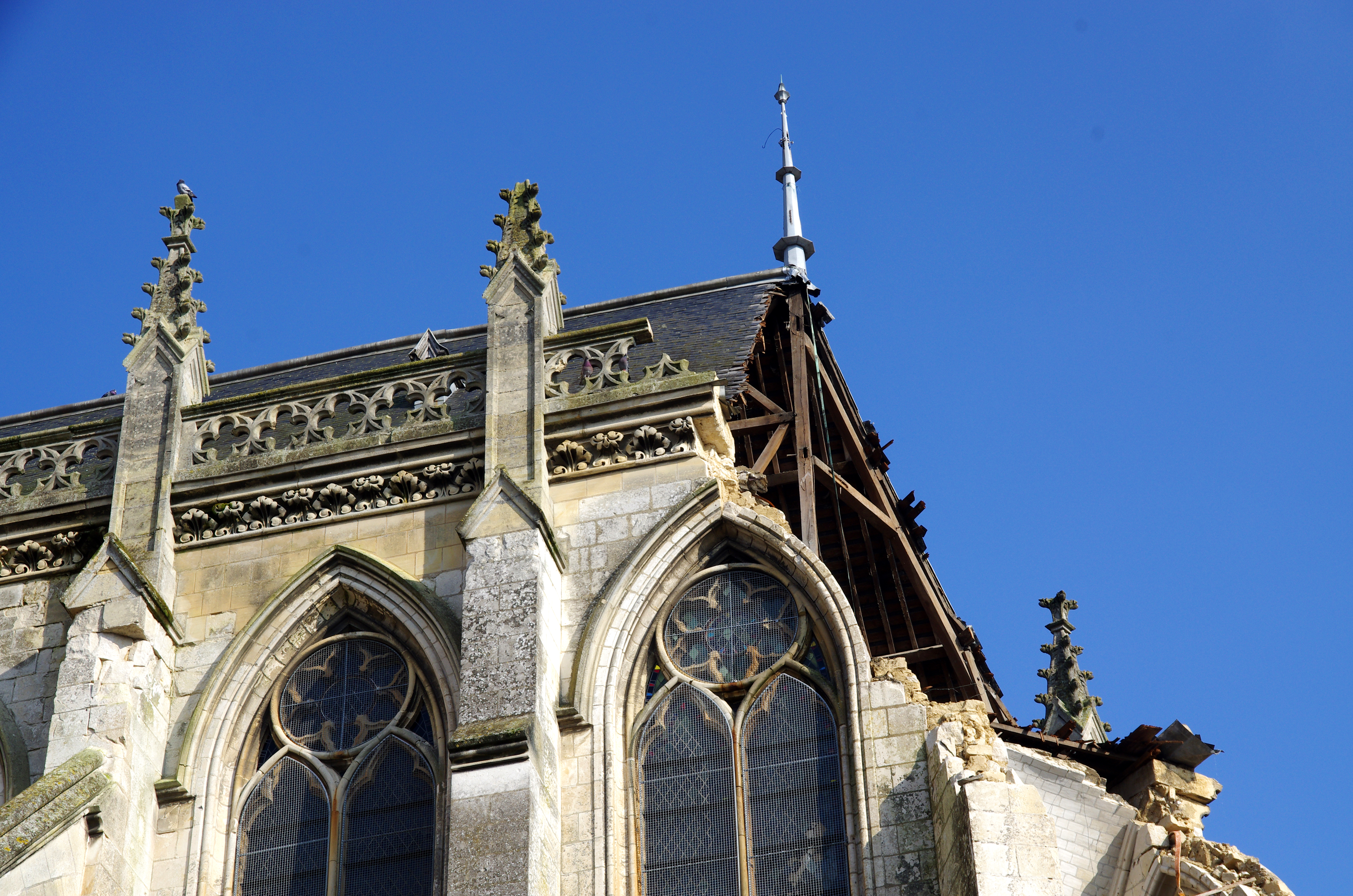
Derribo parcial del ábside (principios de febrero de 2013).

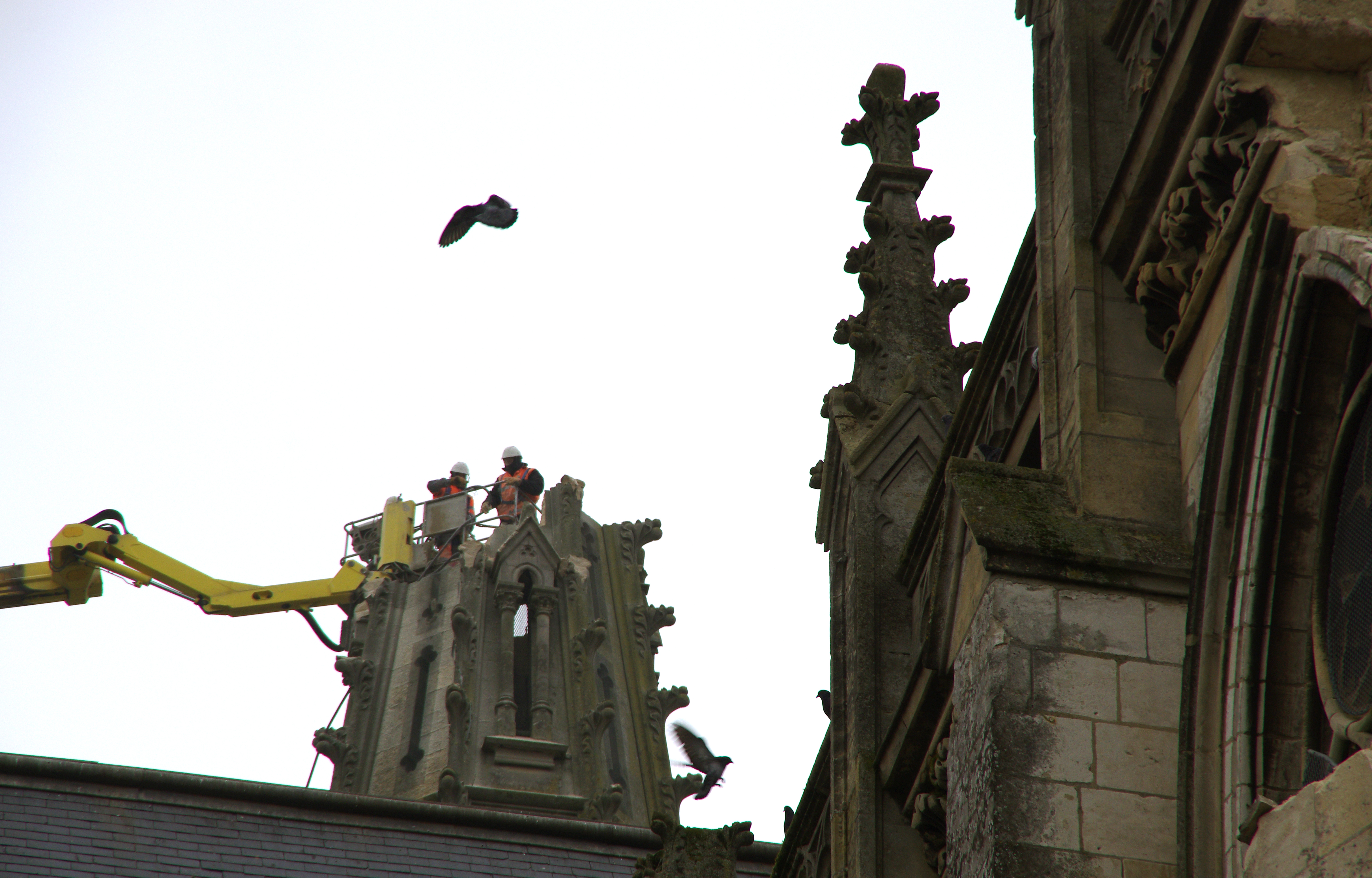
La aguja perdió la mitad de su altura a finales de febrero de 2013.

El 31 de enero de 2013, Nicolas Dumont, alcalde de Abbeville, tomó una orden de seguridad por peligro inmediato, con una demolición parcial y preventiva.
El 7 de febrero siguiente, el ayuntamiento votó a favor de su derribo estimado en 350 000 euros.
Quedan muchas dudas sobre la conservación del órgano, principalmente, pero también de las gárgolas y de la reja que rodea el edificio, que se ha mantenido en buen estado. Aunque se han conservado el gallo y la cruz que rematan el chapitel del campanario, el futuro de la tumba de un sacerdote, en el coro, se debatió del mismo modo a mediados de febrero de 2013. Tras la destrucción de la cabecera, los trabajadores trabajaron, a finales de febrero de 2013, para reducir gradualmente la altura de la aguja del campanario con un martillo neumático Pero las piedras que caeen en su interior golpean de vez en cuando la campana, lo que no contribuyó, por el contrario, a calmar la polémica, bastante viva creada por la prisa municipal, considerada excesiva, por agilizar el derribo sin haber retirado el órgano, la campana o todo el mobiliario del edificio.
El 18 de marzo de 2013, el órgano fue desmantelado por el constructor de órganos belga reconocido internacionalmente Thomas. Según él, el órgano habría tolerado bastante bien la situación. El 25 de marzo, la empresa de demolición retiró la campana Jacqueline del campanario. El 2 de abril continuó el derribo, con la fachada oeste de la iglesia. Al día siguiente, fue el turno de demoler la fachada este. El 4 de abril finalizó la destrucción de la propia iglesia con el crucero y el coro. Sólo queda el campanario, ya amputado de su chapitel. Fue demolido del 15 al 17 de abril. Los escombros dejados por la demolición del edificio se retiran hasta finales de abril en espera de la remodelación del sitio El 27 de abril, el pergamino de la primera piedra fue encontrado y custodiado por el ayuntamiento. El 2 de mayo siguiente, los cuerpos del padre Paillart y de los sacerdotes Roussel y Floury fueron exhumados cuando se retiraron los últimos escombros de la iglesia.
Una de las campanas de la iglesia, fechada en 1645, iba a salir a la venta pública en junio de 2013 en París El ayuntamiento afirmó que esta campana ha estado en manos privadas desde la Revolución, pero La Tribune de l'art demuestra que no es así, que la campana fue robada con certeza de los escombros desprotegidos de la iglesia y acusa al ayuntamiento de mentir para ocultar su frivolidad. Esta campana es finalmente recuperada por el municipio a principios de julio. Se exhibó, junto con otros 96 objetos guardados (600 en total), en la Capilla del Carmelo entre el 3 y el 15 de septiembre. La campana Jacqueline se encuentra en proceso de clasificación en el inventario de monumentos históricos desde octubre de 2013, el órgano a su vez será clasificado cuando se le encuentre un nuevo uso.
En noviembre de 2013, dos artistas visuales, Fontaine de La Mare y Erick Vilquin, utilizaron los escombros de la iglesia para crear una obra de arte contemporáneo titulada Construire/déconstructire y exhibida en el centro de diseño Bastille en el XI Distrito de París.

## Debate sobre el patrimonio
Su destrucción fue objeto de un acalorado debate durante varios años entre la comunidad de conservación del patrimonio y el mundo político. La actitud de los sucesivos municipios ha sido denunciada enérgicamente en particular por voces como Alexandre Gady, presidente de la Sociedad para la Protección de los Paisajes y la Estética de Francia, o Didier Rykner. Los columnistas en el extranjero también fueron trasladados. En efecto, la iglesia de Saint-Jacques presentaba un triple interés patrimonial. Su propia arquitectura fue un buen ejemplo del estilo neogótico, su integración en el paisaje urbano fue notable y sobre todo quedó como un raro testimonio de cómo era la ciudad antes de las guerras del siglo XX. Como tal, se había presentado una solicitud de registro o clasificación como monumento histórico. Además, se comparó el argumento presentado por los municipios según el cual la iglesia era demasiado costosa de mantener y restaurar con la situación de otras localidades como la del pueblo de Plounérin: un referéndum de iniciativa local votó para restaurar la iglesia a pesar de la poca población de la localidad (700 habitantes) y un municipio comunista.
Las autoridades eclesiásticas también han expresado su total desaprobación por la destrucción de un lugar de culto. De hecho, esto está muy enmarcado en Francia bajo la ley de 1905. : para ser sustraído de cualquier manera de la misión de culto, un monumento religioso anterior a 1905 debe, en efecto, ser desconsagrado por el obispo con la autorización del prefecto, procedimiento que no se respetó.

## Plaza

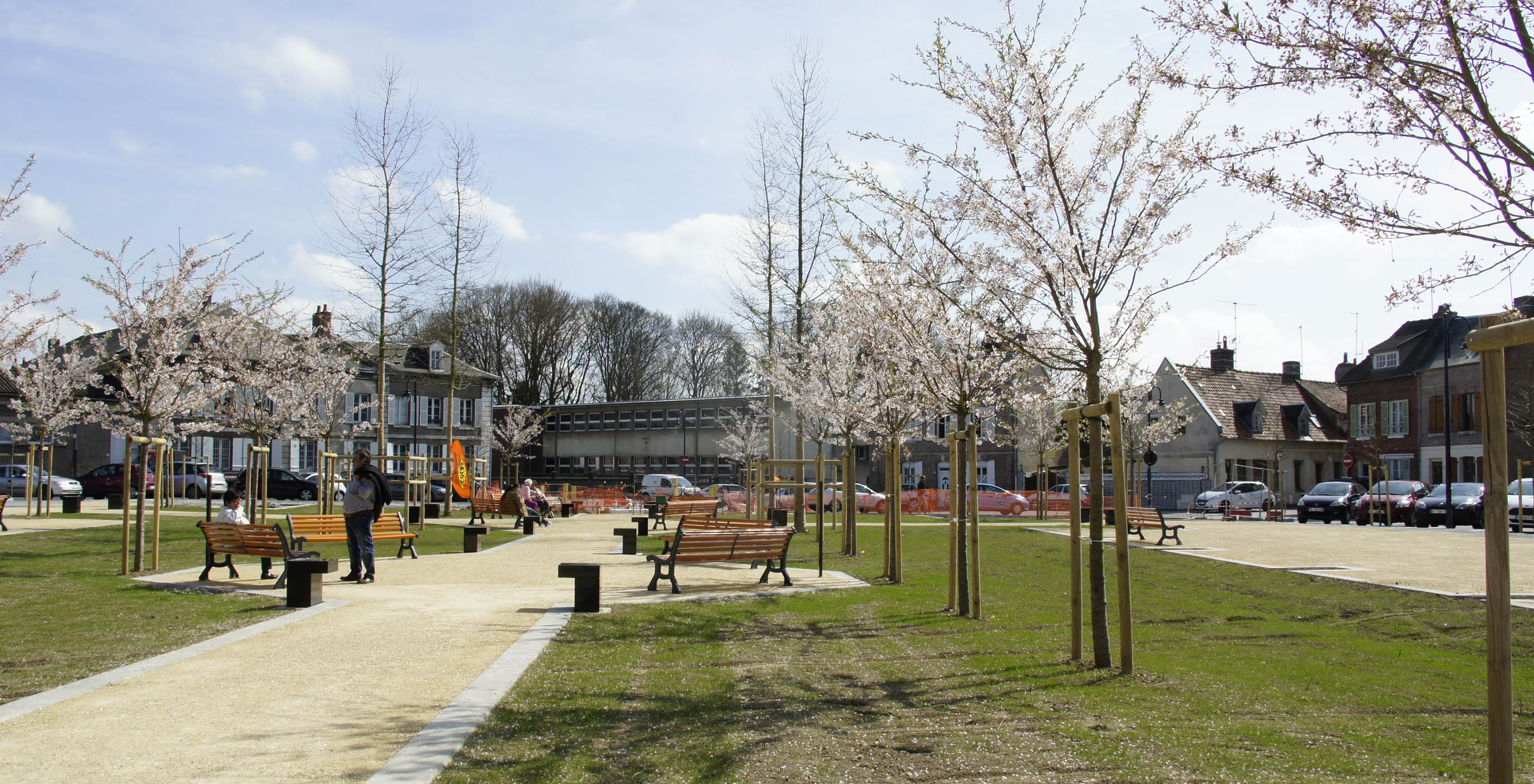
Vista de la Place Saint-Jacques en abril de 2015, después de las principales obras de urbanización.

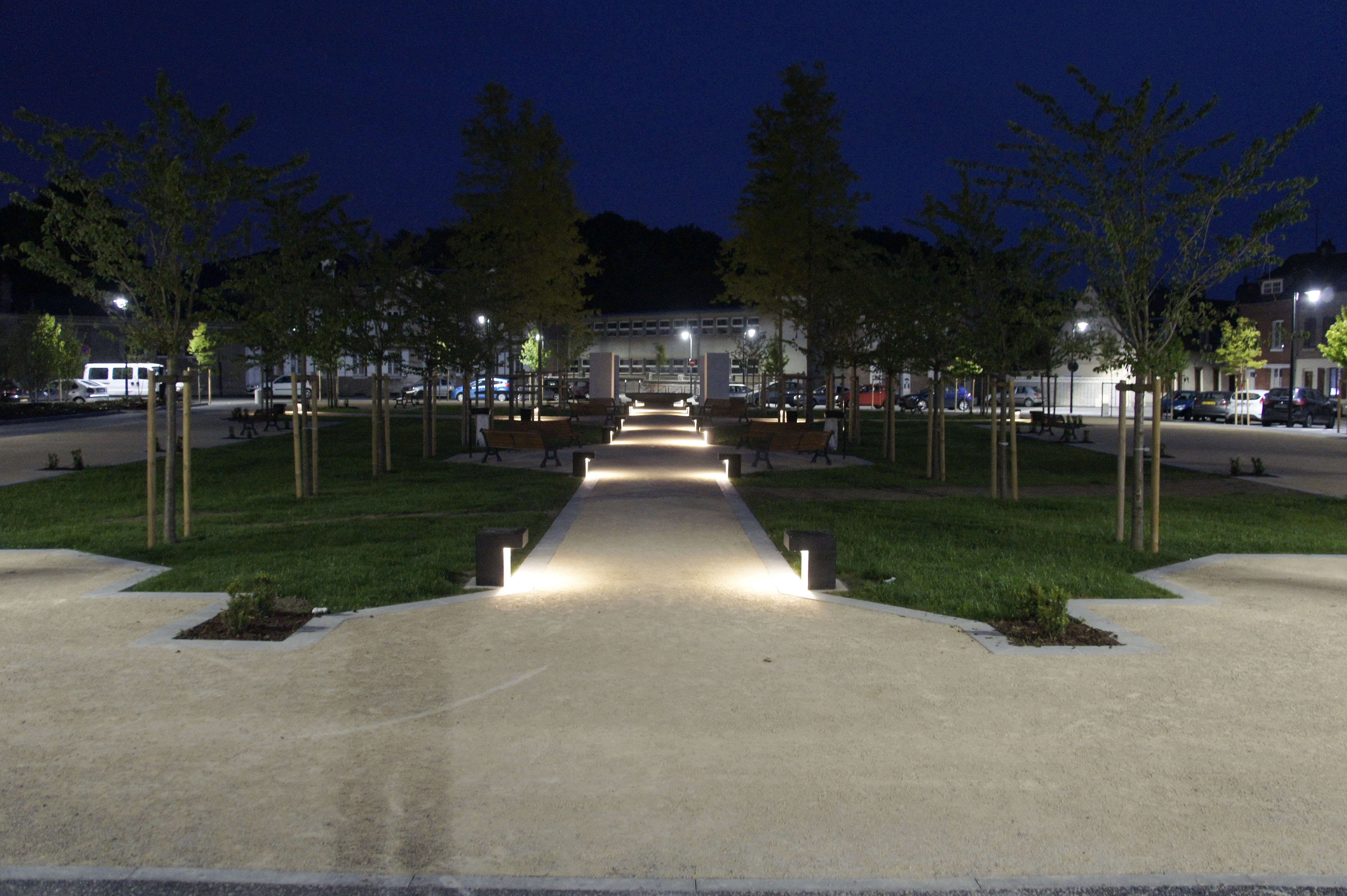
El trabajo está llegando a su fin. : ajuste de la iluminación (bajada de nivel durante la noche y equilibrio del nivel general), equipamiento de la fuente en curso) a finales de mayo de 2015.

El desarrollo del lugar dejado por la iglesia queda indeterminado tras el derribo de esta última el 18 de junio de 2013 un proyecto de plaza fue presentado por el ayuntamiento y aprobado por una treintena de vecinos. El proyecto es obra del arquitecto de la ciudad, Jean-Marc Demoulin, quien apoyó los deseos de los residentes locales. Una cama de césped cubre el solar de la iglesia, tomando la forma y orientación de esta última, en el interior se encuentran dos caminos formando una cruz.
En el sitio del coro, se erige un monumento para rendir homenaje a los veteranos y a Achille Paillart, el sacerdote responsable de la reconstrucción de la iglesia. Una pequeña cuenca ocupa el sitio del altar mayor, rodeado por las cuatro paredes del monumento (reproducciones de los monumentos retirados de la iglesia antes de la demolición y conservados por el departamento de patrimonio de la ciudad de Abbeville, e ilustración de la historia de los lugares están hechos de lava esmaltada e integrados en estos cuatro elementos de pared). Ciruelos blancos crean un arco a lo largo de los caminos. El crucero está marcado por cuatro encinas de pantano. La retirada de redes aéreas, la separación de aguas pluviales, la recalificación de redes húmedas y el alumbrado razonado y nocturno acompañan este desarrollo.
En el perímetro de la plaza se han habilitado cuarenta y dos plazas de aparcamiento, tres de ellas para personas con movilidad reducida. La acera frente a la salida de la escuela de Poulies es segura. Las obras viales se completaron a finales de marzo de 2015 . La colocación de las losas de lava esmaltada del monumento, así como la puesta en marcha de la fuente erigida en el lugar del altar mayor, se llevaron a cabo a principios de junio de 2015.